# Волково-Тулупьево
Волково-Тулупьево — деревня в Селижаровском муниципальном округе Тверской области.

## География
Находится в западной части Тверской области на расстоянии приблизительно 15 км на юго-запад по прямой от административного центра округа поселка Селижарово.

## История
Деревня была показана ещё на карте 1825 года. В 1859 году здесь (территория Осташковского уезда Тверской губернии) было учтено 3 двора в сельце Большое Волково и 1 двор в сельце Малое Волково, в 1941 — 20. До 2020 года входила в состав Селищенского сельского поселения Селижаровского района до их упразднения.

## Население
Численность населения: 32 человека в Большом Волково и 26 в Малом Волково (1859 год), 4 (русские 100 %) 2002 году, 1 в 2010.